# Sala Consilina
Sala Consilina est une commune italienne de la province de Salerne, dans la région Campanie.

## Géographie
Sala Consilina est située sur le versant oriental du Val di Diano, séparé de la mer par le massif du Cilento.

## Histoire
On a découvert à Sala Consilina une importante nécropole du premier âge du fer, dans laquelle plus de 1 000 tombes ont été fouillées. Cette nécropole représente l'un des éléments les plus méridionaux de la culture de Villanova.

## Administration
| Période                                  | Période  | Identité        | Étiquette | Qualité |
| ---------------------------------------- | -------- | --------------- | --------- | ------- |
| 2007                                     | En cours | Gaetano Ferrari |           |         |
| Les données manquantes sont à compléter. |          |                 |           |         |

### Communes limitrophes
Atena Lucana, Brienza, Marsico Nuovo, Padula, Sassano, Teggiano.